# III. třída okresu Semily
III. třída okresu Semily patří společně s ostatními třetími třídami mezi deváté nejvyšší fotbalové soutěže v Česku. Je řízena Okresním fotbalovým svazem Semily. Hraje se každý rok od léta do jara se zimní přestávkou. Vítěz postupuje do okresního přeboru II. třídy okresu Semily.

## Vítězové
| Ročník    | Vítězný tým                        |
| --------- | ---------------------------------- |
| 2003/2004 | TJ Sokol Nová Ves nad Popelkou „B“ |
| 2004/2005 | TJ Sokol Kruh u Jilemnice          |
| 2005/2006 | SK Jilemnice „B“                   |
| 2006/2007 | TJ Vysoké nad Jizerou              |
| 2007/2008 | Soutěž se nehrála.                 |
| 2008/2009 | SK Studenec „B“                    |
| 2009/2010 | FK Košťálov - Libštát „C“          |
| 2010/2011 | SK Studenec „B“                    |
| 2011/2012 | SK Jívan Bělá                      |
| 2012/2013 | TJ Sokol Bozkov „B“                |
| 2013/2014 | SK Jilemnice „B“                   |
| 2014/2015 | TJ Sokol Martinice                 |
| 2015/2016 | TJ Vysoké nad Jizerou              |
| 2016/2017 | Sport future Studenec              |
| 2017/2018 | TJ Sokol Martinice                 |
| 2018/2019 |                                    |